# Kanton Livarot-Pays-d’Auge
Der Kanton Livarot-Pays-d’Auge (bis 23. Februar 2021 Kanton Livarot) ist seit 1790 ein französischer Wahlkreis im Département Calvados in der Region Normandie. Er umfasst Gemeinden aus den Arrondissements Caen und Lisieux, sein bureau centralisateur ist in Livarot-Pays-d’Auge. Im Rahmen der landesweiten Neuordnung der französischen Kantone wurde er im Frühjahr 2015 erheblich erweitert.

## Gemeinden
Der Kanton besteht aus zwölf Gemeinden mit insgesamt 21.736 Einwohnern (Stand: 1. Januar 2022) auf einer Gesamtfläche von 472,40 km²:
| Gemeinde                                  | Einwohner 1. Januar 2022 | Fläche km² | Dichte Einw./km² | Code INSEE | Postleitzahl | Arrondissement |
| ----------------------------------------- | ------------------------ | ---------- | ---------------- | ---------- | ------------ | -------------- |
| Cernay                                    | 138                      | 5,82       | 24               | 14147      | 14290        | Lisieux        |
| La Folletière-Abenon                      | 140                      | 10,75      | 13               | 14273      | 14290        | Lisieux        |
| La Vespière-Friardel                      | 1.181                    | 18,04      | 65               | 14740      | 14290        | Lisieux        |
| Lisores                                   | 259                      | 11,91      | 22               | 14368      | 14140        | Lisieux        |
| Livarot-Pays-d’Auge                       | 6.183                    | 180,83     | 34               | 14371      | 14140, 14290 | Lisieux        |
| Orbec                                     | 1.963                    | 10,14      | 194              | 14478      | 14290        | Lisieux        |
| Saint-Denis-de-Mailloc                    | 301                      | 4,25       | 71               | 14571      | 14100        | Lisieux        |
| Saint-Martin-de-Bienfaite-la-Cressonnière | 530                      | 11,55      | 46               | 14621      | 14290        | Lisieux        |
| Saint-Pierre-en-Auge                      | 7.265                    | 144,97     | 50               | 14654      | 14140, 14170 | Lisieux        |
| Val-de-Vie                                | 509                      | 19,17      | 27               | 14576      | 14140        | Lisieux        |
| Valorbiquet                               | 2.465                    | 28,66      | 86               | 14570      | 14290        | Lisieux        |
| Vendeuvre                                 | 802                      | 26,31      | 30               | 14735      | 14170        | Caen           |
| Kanton Livarot-Pays-d’Auge                | 21.736                   | 472,40     | 46               | 1418       | –            | –              |

Bis zur landesweiten Neuordnung der französischen Kantone im März 2015 gehörten zum Kanton Livarot die 22 Gemeinden Auquainville, Bellou, Cheffreville-Tonnencourt, Fervaques, Heurtevent, La Brévière, La Chapelle-Haute-Grue, Le Mesnil-Bacley, Le Mesnil-Durand, Le Mesnil-Germain, Les Autels-Saint-Bazile, Les Moutiers-Hubert, Lisores, Livarot, Notre-Dame-de-Courson, Saint-Germain-de-Montgommery, Saint-Martin-du-Mesnil-Oury, Saint-Michel-de-Livet, Saint-Ouen-le-Houx, Sainte-Foy-de-Montgommery, Sainte-Marguerite-des-Loges und Tortisambert. Sein Zuschnitt entsprach einer Fläche von 172,08 km2. Er besaß vor 2015 den INSEE-Code 1423.

## Veränderungen im Gemeindebestand seit 2016
2017: 
- Fusion  Boissey, Bretteville-sur-Dives, Hiéville, L’Oudon, Mittois, Montviette, Ouville-la-Bien-Tournée, Saint-Georges-en-Auge, Sainte-Marguerite-de-Viette, Saint-Pierre-sur-Dives,Thiéville, Vaudeloges und Vieux-Pont-en-Auge → Saint-Pierre-en-Auge

2016:
- Fusion Auquainville, Bellou, Cerqueux, Cheffreville-Tonnencourt, Familly, Fervaques, Heurtevent, La Croupte, Le Mesnil-Bacley, Le Mesnil-Durand, Le Mesnil-Germain, Les Autels-Saint-Bazile, Les Moutiers-Hubert, Livarot, Meulles, Notre-Dame-de-Courson, Préaux-Saint-Sébastien, Sainte-Marguerite-des-Loges, Saint-Martin-du-Mesnil-Oury, Saint-Michel-de-Livet, Saint-Ouen-le-Houx und Tortisambert → Livarot-Pays-d’Auge
- Fusion Friardel und La Vespière → La Vespière-Friardel
- Fusion La Brévière, La Chapelle-Haute-Grue, Sainte-Foy-de-Montgommery und Saint-Germain-de-Montgommery → Val-de-Vie
- Fusion La Chapelle-Yvon, Saint-Cyr-du-Ronceray, Saint-Julien-de-Mailloc, Saint-Pierre-de-Mailloc und Tordouet → Valorbiquet

## Politik
| Vertreter im Departementrat | Vertreter im Departementrat         | Vertreter im Departementrat |
| Amtszeit                    | Namen                               | Partei                      |
| --------------------------- | ----------------------------------- | --------------------------- |
| 2004–2015                   | Sébastien Leclerc                   | DVD                         |
| 2015–                       | Sébastien Leclerc Véronique Maymaud | UD                          |

## Bevölkerungsentwicklung
| 1962 | 1968 | 1975 | 1982 | 1990 | 1999 | 2006 | 2011 |
| ---- | ---- | ---- | ---- | ---- | ---- | ---- | ---- |
| 7275 | 6818 | 6302 | 6219 | 6337 | 6360 | 6602 | 6780 |

## Nachweise
1. ↑  Décret n° 2021-213 du 24 février 2021 actualisant les dénominations des communes dans les décrets portant délimitation des cantons, www.legifrance.gouv.fr, abgerufen am 28. Januar 2022